# Salies-du-Salat
Salies-du-Salat é uma comuna francesa na região administrativa da Occitânia, no departamento do Alto Garona. Estende-se por uma área de 6.81 km², com 1.775 habitantes, segundo o censo de 2018, com uma densidade de 260 hab/km².